# Bahamas' Demokratiske Bevægelse
Bahamas Demokratiske Bevægelse (engelsk:Bahamas Democratic Movement (BDM)) er et liberalt populistisk politisk parti i Bahamas, uden parlamentarisk repræsentation. 
Partiet blev dannet i slutningen af 1998 i Nassau, og blev officielt sat i gang i februar 2000. Partiets grundlæggere var Cassius Stuart, Howard R. Johnson og en gruppe af studerende fra College of Bahamas. Partiet blev dannet, fordi grundlæggerne mente at unge mennesker (under 30) ikke var repræsenteret under den lovgivende forsamling i Bhamas regering. 
Et år efter dannelsen af partiet, brød Johnson og en gruppe af medlemmer ud af BDM og dannede Koalitionen for Demokratiske Reformer. 
Partiets nuværende formand er Cassius Stuart.
| Politik | Spire Denne artikel om politik og ideologi er en spire som bør udbygges. Du er velkommen til at hjælpe Wikipedia ved at udvide den. |